# Richard Grosvenor, 1. Earl Grosvenor

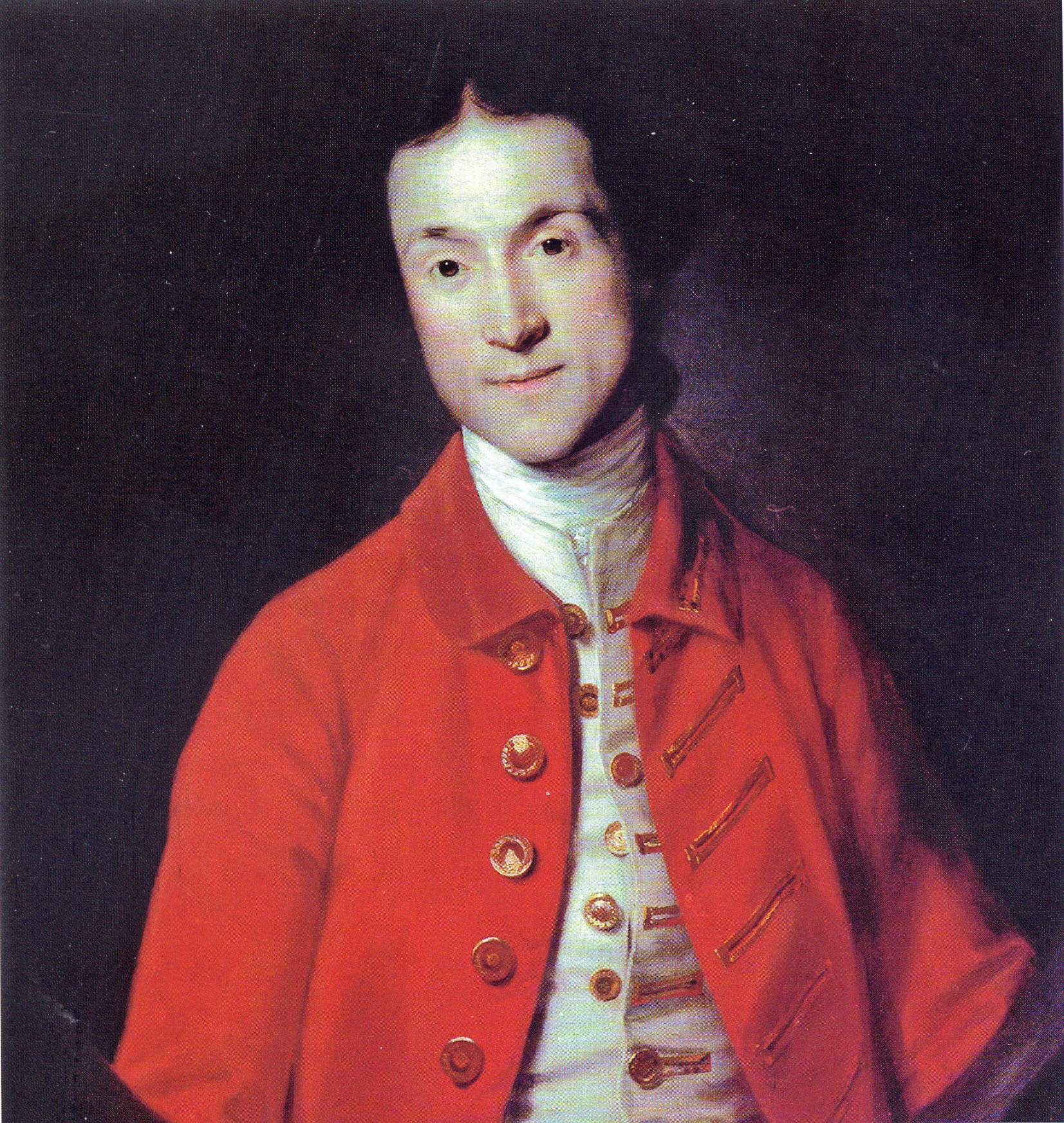
Richard, 1. Earl Grosvenor, Joshua Reynolds zugeschrieben

Edward Lloyd Richard Grosvenor, 1. Earl Grosvenor (* 18. Juni 1731 auf Eaton Hall, Cheshire; † 5. August 1802 in London) war ein britischer Adliger, Politiker, Pferdebesitzer und Kunstsammler.

## Persönliches

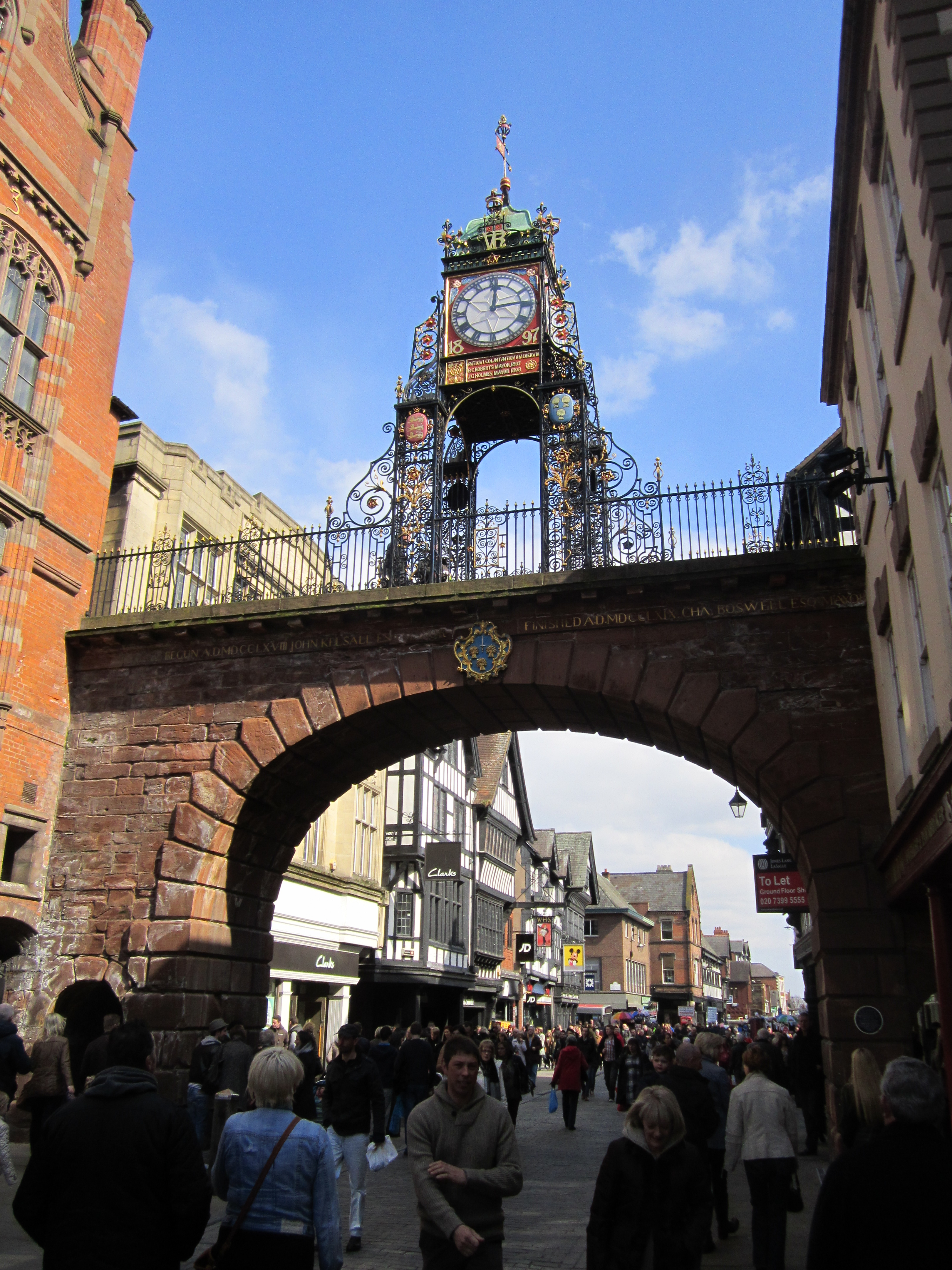
Grosvenor finanzierte den Bau des Eastgate in Chester

Richard Grosvenor wurde auf dem Stammsitz seiner Familie Eaton Hall als ältester Sohn von Sir Robert Grosvenor, 6. Baronet geboren. Er studierte am Oriel College in Oxford, das er 1751 mit dem Abschluss Master of Arts und 1754 mit einem Doktor in Jura beendete. Im selben Jahr wurde er als Abgeordneter für Chester Mitglied des House of Commons und repräsentierte die Stadt dort bis 1761, als er zum Baron Grosvenor erhoben wurde und ab dann dem House of Lords angehörte.
1759 wurde Grosvenor Bürgermeister von Chester, und 1768 finanzierte er den Bau des Eastgate der Stadt. Er vergrößerte seine Besitzungen durch den Kauf des Dorfes Belgrave und des Gutes Eccleston. Nach dem Tod seines Vaters 1755 erbte er dessen Titel als 7. Baronet, of Eaton in the County of Chester.
1764 heiratete Richard Grosvenor Henrietta Vernon, die Tochter von Henry Vernon von Hilton Park, Staffordshire; das Paar hatte vier Söhne. Die Ehe war jedoch nicht glücklich, und Henrietta Grosvenor hatte eine Liebesbeziehung mit Henry, Duke of Cumberland and Strathearn, dem jüngeren Bruder von König Georg  III. Das Paar wurde 1769 in flagranti erwischt, woraufhin Grosvenor den Duke of Cumberland wegen Ehebruchs verklagte. Er bekam einen Schadenersatz in Höhe von £10,000 (nach heutigem Wert rund £1.430.000) zugesprochen. Da aber Grosvenor selbst die Ehe gebrochen hatte, konnte er nicht die Scheidung einreichen. Das Paar trennte sich, und Richard Grosvenor setzte seiner Frau ein jährliches Einkommen von £1.200 (nach heutigem Wert rund £130.000) aus. Henrietta Vernon wandte sich der demi monde zu und wurde Mitglied der Female Coterie, einer Gruppe von adligen Damen, die sich im Almack’s Club trafen, um Karten zu spielen.

## Politik
Anfangs war Grosvenor wie sein Vater Tory, später wandte er sich jedoch den Ideen von William Pitt zu. 1785 unterstützte er das Second Newcastle Ministry, einer Koalition zwischen Pitt und dem Duke of Newcastle und wurde in der Folge 1761 zum Baron Grosvenor erhoben. Als jedoch im Jahr darauf der Tory Earl of Bute Premierminister wurde, unterstützte er diesen, um sich 1766, als Pitt erneut Premierminister wurde, sich wieder auf dessen Seite zu schlagen. In den 1770er Jahren unterstützte er während des Amerikanischen Unabhängigkeitskriegs den Premierminister Frederick North. 1783 stimmte er gegen von Fox eingebrachte India Bill, ein Gesetz, laut dem die politische Macht der Britischen Ostindien-Kompanie an eine Kommission des britischen Parlaments übertragen werden sollte. Im Jahr darauf wurde er von William Pitt dem Jüngeren mit den Titeln Viscount Belgrave und Earl Grosvenor ausgezeichnet.

## Persönliche Interessen

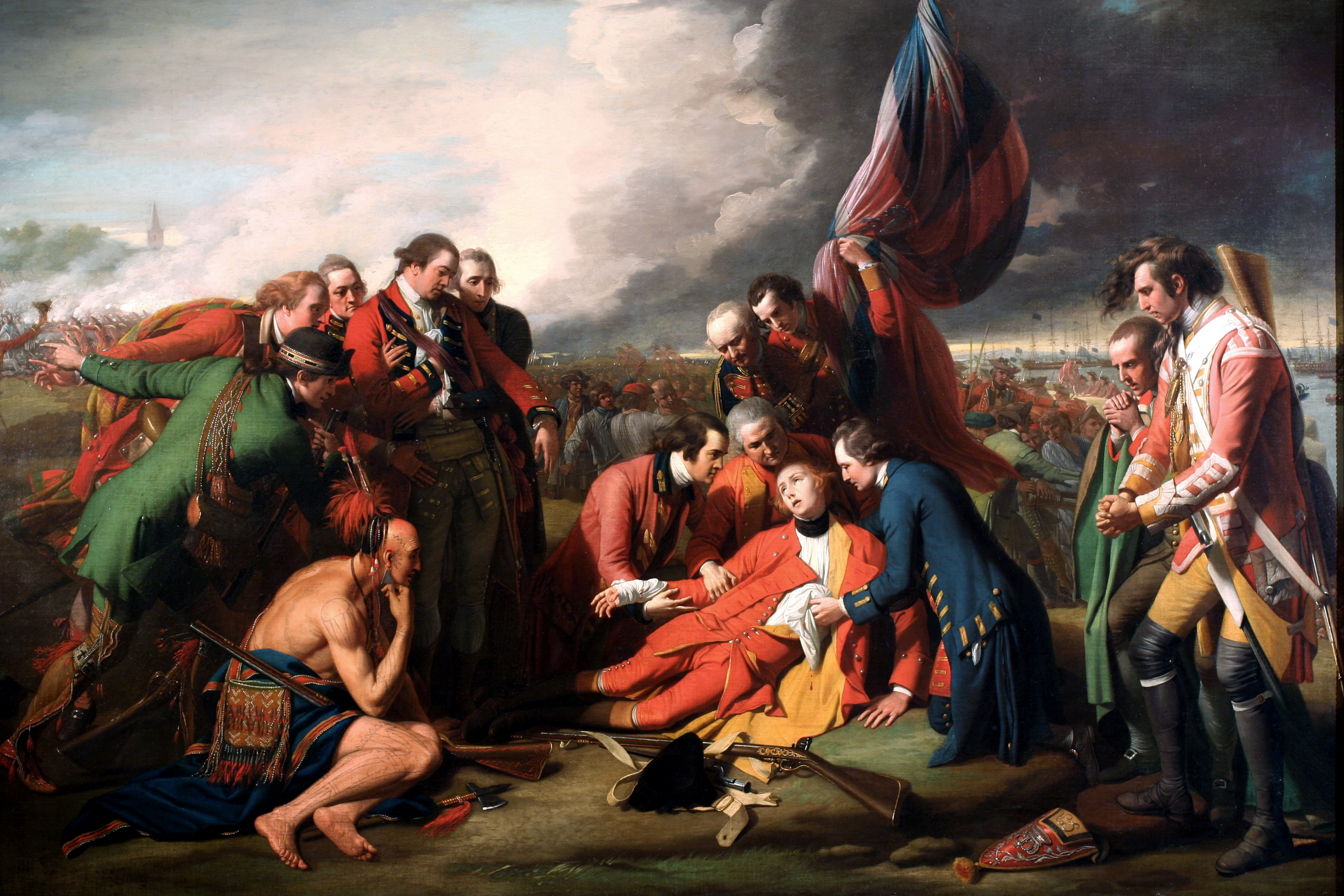
Benjamin West: The Death of General Wolfe

Grosvenor war interessiert am Sammeln von Kunst sowie an Pferderennen. Er war Förderer des Satirikers und Journalisten William Gifford. Für seine Kunstsammlung kaufte er Werke aus Italien an sowie Gemälde von Benjamin West, darunter The Death of General Wolfe, Thomas Gainsborough, Richard Wilson und George Stubbs. 1788 wurden literarische Werke von verschiedenen unbekannten Autoren, die auf Eaton Hall entstanden waren, mit dem Titel The Eaton Chronicle, or The Salt-Box publiziert.
Grosvenor wurde 1777 zu einem Fellow of the Royal Society ernannt.
Für seine Pferdezucht ließ Grosvenor in Eaton und Wallasey Stallungen erbauen. Seine Pferde gewannen dreimal das Derby und sechsmal das Oaks-Rennen in Epsom. Grosvenor war unter anderem Besitzer von Pot-8-os, einem Rennpferd, das in direkter väterlicher Linie von Darley Arabian abstammt. Dieser 1704 von Thomas Darley aus Syrien nach Aldby Park, Buttercrambe importierte Hengst zählt zu den Gründungsvätern des Englischen Vollbluts. Grosvenor kaufte Pot-8-os seinem Züchter für 1500 Guinees ab, nachdem dieser in dem 1200 Guinee-Rennen schlecht gestartet war und scheinbar wenig Aussicht auf den Sieg hatte.
In den 1760er Jahren nutzte Richard Grosvenor Aubrey House, in Holland Park. Eine am Gebäude angebrachte Blue Plaque (blaue Plakette) erinnert heute an ihn und weitere Bewohner.

## Tod

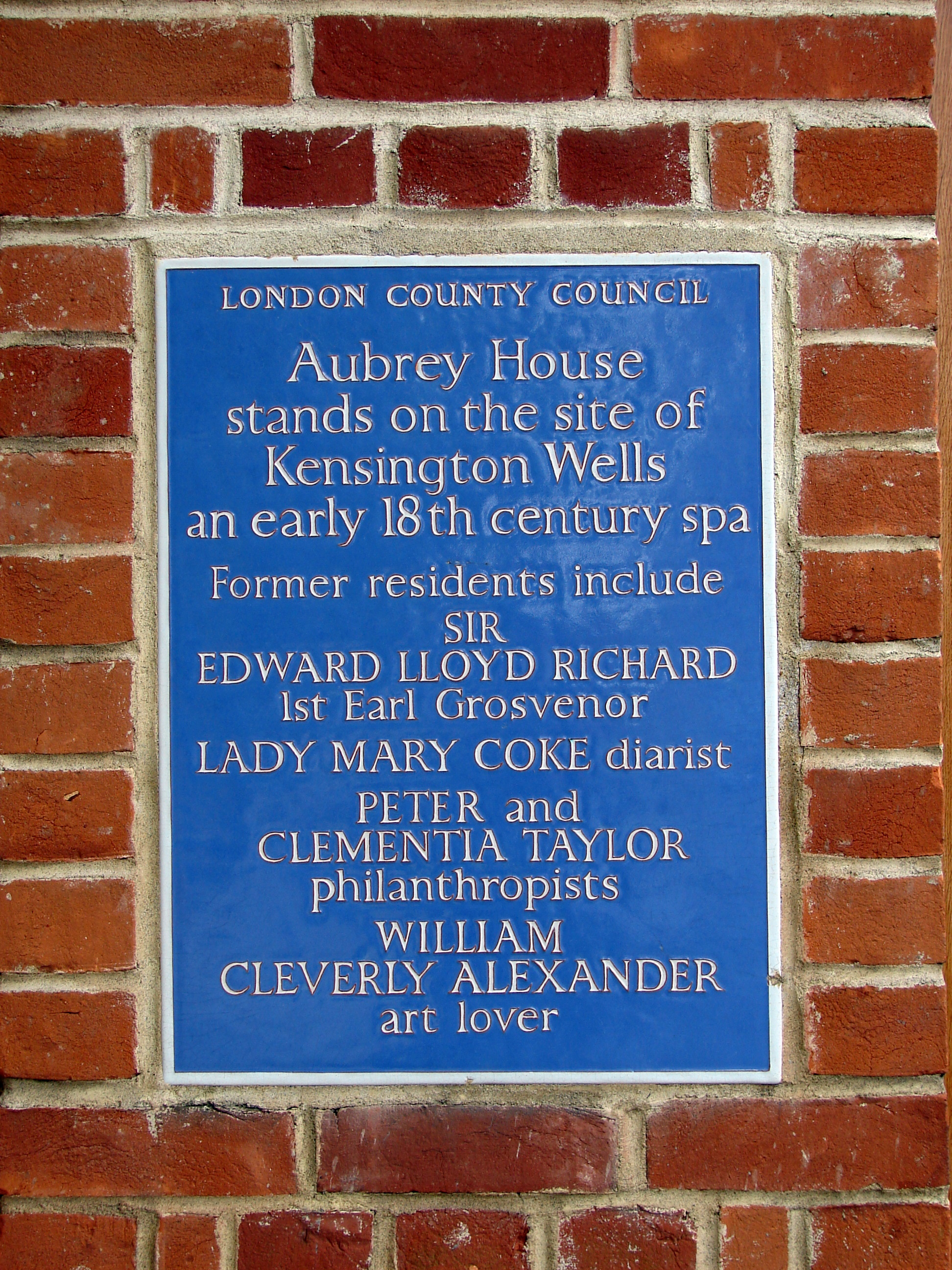
Die blaue Plakette am Aubrey House

1802 starb Richard Grosvenor in Earls Court und wurde in der Familiengruft der Kirche St. Mary’s in Eccleston beigesetzt. Sein Vermögen betrug unter £70.000 (nach heutigem Wert £5.160.000), seine Schulden überstiegen jedoch £100.000 (nach heutigem Wert £7.370.000). Sein Erbe war sein ältester Sohn Robert.